# Essy Persson
Pour les articles homonymes, voir Persson.
Essy Persson est une actrice suédoise née le 15 juin 1941 à Göteborg (Suède).

## Filmographie
- 1965 : Flygplan saknas : Eva
- 1965 : Moi, une femme (Jag - en kvinna) : Siv
- 1965 : Slå først Frede! : Sonja
- 1966 : Träfracken : Nurse Berit
- 1966 : Åsa-Nisse i raketform : Journalist
- 1967 : Das Rasthaus der grausamen Puppen : Betty Williams
- 1967 : 4, 3, 2, 1, objectif Lune (...4 ...3 ...2 ...1 ...morte) : Thora
- 1968 : Lejonsommar : Eliza
- 1968 : Thérèse et Isabelle de Radley Metzger : Therese
- 1970 : Les Crocs de Satan (Cry of the Banshee) de Gordon Hessler : Lady Patricia Whitman
- 1970 : Söderkåkar (feuilleton TV) : Maj-Britt
- 1971 : Väckning kl. 06.00 (TV)
- 1971 : Vill så gärna tro : Agneta
- 1972 : Köpmanshus i skärgården, Ett (feuilleton TV)
- 1980 : Blomstrande tider : Doris
- 1983 : Profitörerna (feuilleton TV)